# Gu Beibei
Pour les articles homonymes, voir Gu.
Dans ce nom chinois, le nom de famille, Gu, précède le nom personnel.
Gu Beibei, née le 25 novembre 1990 à Pékin, est une nageuse synchronisée chinoise.

## Palmarès
Gu Beibei se classe 7e en duo avec Zhang Xiaohuan et 6e avec l'équipe de Chine en ballet aux Jeux olympiques d'été de 2004 à Athènes. Elle fait partie de l'équipe chinoise médaillée de bronze en ballet aux Jeux olympiques de 2008 à Pékin.